# 浜村蔵六 (四世)
四世 浜村 蔵六（よんせ はまむら ぞうろく、男性、文政9年（1826年） - 明治28年（1895年）2月24日）は、明治期の日本の篆刻家である。
正本氏、後に塩見氏を名乗る。名は観侯、字は大澥、蔵六を号し、別号に薇山・雨村。通称参蔵。備前岡山（岡山県瀬戸内市）の人。

## 略伝
20代の中頃に江戸に出て、万延元年（1860年）には断絶していた浜村家を継いだ。行政官記録係になるが讒言を受けて退職し、宇都宮で教育者となる。廃藩置県後、東京に戻り須崎村に住む。明治15年（1882年）の「日本書画價額表」によれば、この頃既に篆刻家として知られていた。
明治18年（1885年）、依田学海らと白鴎社を結ぶ。明治20年（1887年）、「墨堤植桜之碑」の碑文を書しているが、後にこの碑は墨田区登録文化財に登録された。
明治27年（1894年）4月15日、火災に遭い家屋を焼失。浜村家に代々伝えられた法帖・金石・印譜などの貴重な書籍もすべて失ってしまう。榎本武揚の厚意により近所に仮住まいする。
明治28年（1895年）2月に没する。享年71。谷中天王寺に墓所がある。

## 著作
- 『晩悔堂印識』
- 『蔵六居印略』